# Nado anaega iss-eoss-eumyeon joketda
Nado anaega iss-eoss-eumyeon joketda (나도 아내가 있었으면 좋겠다?), noto anche con il titolo internazionale I Wish I Had a Wife, è un film del 2001 scritto da Choi Eun-yeong e Jang Hak-gyo, e diretto da Park Heung-sik.

## Trama
Bong-su lavora da tempo come impiegato di banca nel medesimo ufficio, in maniera estremamente precisa; tuttavia, una mattina, si accorge che mentre tutte le altre persone hanno qualcuno a cui telefonare, lui si ritrova proprio solo al mondo. Successivamente, controllando le videocamere della banca, si accorge che Won-ju, un'insegnante che lavorava là vicino, pronuncia il suo nome ed è segretamente innamorata di lui.

## Distribuzione
In Corea del Sud la pellicola ha goduto di una distribuzione nazionale a cura della Cinema Service, a partire dal 13 gennaio 2001.